# Río Oglio
El río Oglio (en los dialectos camuno, bergamasco, bresciano y mantuano: Òi; en dialecto cremonese, Ùi) es un río del norte de Italia que discurre por la región de Lombardía, el segundo  afluente más largo del río Po, por la margen derecha. Tiene una longitud de 265 km (que lo convierten en el 5º río más largo de Italia) y drena una cuenca de 6.649 km². 
Se forma por la unión de dos riachuelos: el Narcanello, que nace en el glaciar Presena, y el Frigidolfo, que nace en el lago Ercavallo, en el parque nacional de Stelvio, los cuales se unen en el lugar llamado Corno dei Tre Signori. Su nombre antiguo era Ollius.
Discurre por las provincias de Brescia, Bérgamo,  Cremona y Mantua. 